# Eneco Tour 2010
6. edycja Eneco Tour odbyła się w dniach 17–24 sierpnia 2010 roku. Trasa tego siedmioetapowego wyścigu kolarskiego liczyła 1 220,5 km ze startem w Steenwijk i metą w Genk.
Wyścig zaliczany jest do klasyfikacji UCI ProTour 2010. Tytułu sprzed roku nie obronił Norweg Edvald Boasson Hagen, który ukończył wyścig na 3. miejscu. Nowym mistrzem został Niemiec Tony Martin z zespołu Team HTC-Columbia. W tej edycji wyścigu brało udział pięciu Polaków: Maciej Bodnar i Maciej Paterski z Liquigas-Doimo, Marcin Sapa z Lampre, Jarosław Marycz z duńskiej ekipy Team Saxo Bank oraz Michał Gołaś z grupy Vacansoleil.

## Etapy
| Etap    | Data        | Start – meta                   | Długość (km) | Zwycięzca etapu   | Lider       |
| Prolog  | 17 sierpnia | Steenwijk – Steenwijk          | 5            | Svein Tuft        | Svein Tuft  |
| 1. etap | 18 sierpnia | Steenwijk – Rhenen             | 177          | Robbie McEwen     | Svein Tuft  |
| 2. etap | 29 sierpnia | Rucphen – Ardooie              | 210          | Andre Greipel     | Svein Tuft  |
| 3. etap | 20 sierpnia | Ronse – Ronse                  | 187          | Koos Moerenhout   | Tony Martin |
| 4. etap | 21 sierpnia | Sint-Lievens-Houtem – Roermond | 212          | Gregory Henderson | Tony Martin |
| 5. etap | 22 sierpnia | Roermond – Sittard             | 208          | Jack Bobridge     | Tony Martin |
| 6. etap | 23 sierpnia | Bilzen – Heers                 | 205          | Andre Greipel     | Tony Martin |
| 7. etap | 24 sierpnia | Genk – Genk                    | 16.5 (ITT)   | Tony Martin       | Tony Martin |

### Prolog:Steenwijk– Steenwijk, 5 km
| Lp. | Zawodnik      | Zespół | Czas   |
| --- | ------------- | ------ | ------ |
| 1   | Svein Tuft    | GRM    | 06'18" |
| 2   | Jos Van Emden | RAB    | + 5"   |
| 3   | Lars Boom     | RAB    | + 6"   |

| Lp. | Zawodnik      | Zespół | Czas   |
| --- | ------------- | ------ | ------ |
| 1   | Svein Tuft    | GRM    | 06'18" |
| 2   | Jos Van Emden | RAB    | + 5"   |
| 3   | Lars Boom     | RAB    | + 6"   |

### Etap 1:Steenwijk–Rhenen, 177 km
| Lp. | Zawodnik      | Zespół | Czas      |
| --- | ------------- | ------ | --------- |
| 1   | Robbie McEwen | KAT    | 4h:16'35" |
| 2   | Lucas Haedo   | SAX    | + 0"      |
| 3   | Allan Davis   | AST    | + 0"      |

| Lp. | Zawodnik      | Zespół | Czas      |
| --- | ------------- | ------ | --------- |
| 1   | Svein Tuft    | GRM    | 4h:22'52" |
| 2   | Jos Van Emden | RAB    | + 5"      |
| 3   | Lars Boom     | RAB    | + 6"      |

### Etap 2:Rucphen–Ardooie, 210 km
| Lp. | Zawodnik             | Zespół | Czas      |
| --- | -------------------- | ------ | --------- |
| 1   | Andre Greipel        | THR    | 4h:46'50" |
| 2   | Robbie McEwen        | KAT    | + 0"      |
| 3   | Edvald Boasson Hagen | SKY    | + 0"      |

| Lp. | Zawodnik             | Zespół | Czas      |
| --- | -------------------- | ------ | --------- |
| 1   | Svein Tuft           | GRM    | 9h:09'42" |
| 2   | Edvald Boasson Hagen | SKY    | + 3"      |
| 3   | Andre Greipel        | THR    | + 4"      |

### Etap 3:Ronse– Ronse, 187 km
| Lp. | Zawodnik        | Zespół | Czas      |
| --- | --------------- | ------ | --------- |
| 1   | Koos Moerenhout | RAB    | 4h:35'51" |
| 2   | Tony Martin     | THR    | + 0"      |
| 3   | Allan Davis     | AST    | + 1'24"   |

| Lp. | Zawodnik        | Zespół | Czas       |
| --- | --------------- | ------ | ---------- |
| 1   | Tony Martin     | THR    | 13h:45'31" |
| 2   | Koos Moerenhout | RAB    | + 10"      |
| 3   | Svein Tuft      | GRM    | + 1'26"    |

### Etap 4:Sint-Lievens-Houtem–Roermond, 212 km
| Lp. | Zawodnik             | Zespół | Czas      |
| --- | -------------------- | ------ | --------- |
| 1   | Gregory Henderson    | SKY    | 4h:46'46" |
| 2   | Kenny Van Hummel     | SKS    | + 0"      |
| 3   | Edvald Boasson Hagen | SKY    | + 0"      |

| Lp. | Zawodnik             | Zespół | Czas       |
| --- | -------------------- | ------ | ---------- |
| 1   | Tony Martin          | THR    | 18h:32'17" |
| 2   | Koos Moerenhout      | RAB    | + 10"      |
| 3   | Edvald Boasson Hagen | SKY    | + 1'24"    |

### Etap 5:Roermond–Sittard, 208 km
| Lp. | Zawodnik        | Zespół | Czas      |
| --- | --------------- | ------ | --------- |
| 1   | Jack Bobridge   | GRM    | 4h:45'38" |
| 2   | Rubén Pérez     | GCE    | + 4"      |
| 3   | Thomas De Gendt | TSV    | + 4"      |

| Lp. | Zawodnik             | Zespół | Czas       |
| --- | -------------------- | ------ | ---------- |
| 1   | Tony Martin          | THR    | 23h:18'10" |
| 2   | Koos Moerenhout      | RAB    | + 10"      |
| 3   | Edvald Boasson Hagen | SKY    | + 1'24"    |

### Etap 6:Bilzen–Heers, 205 km
| Lp. | Zawodnik             | Zespół | Czas      |
| --- | -------------------- | ------ | --------- |
| 1   | Andre Greipel        | THR    | 5h:12'25" |
| 2   | Jürgen Roelandts     | OLO    | + 0"      |
| 3   | Edvald Boasson Hagen | SKY    | + 0"      |

| Lp. | Zawodnik             | Zespół | Czas       |
| --- | -------------------- | ------ | ---------- |
| 1   | Tony Martin          | THR    | 28h:30'33" |
| 2   | Koos Moerenhout      | RAB    | + 11"      |
| 3   | Edvald Boasson Hagen | SKY    | + 1'22"    |

### Etap 7:Genk– Genk (ITT), 16,5 km
| Lp. | Zawodnik           | Zespół | Czas   |
| --- | ------------------ | ------ | ------ |
| 1   | Tony Martin        | THR    | 20'24" |
| 2   | Maarten Tjallingii | RAB    | + 6"   |
| 3   | Alex Rasmussen     | SAX    | + 9"   |

| Lp. | Zawodnik             | Zespół | Czas       |
| --- | -------------------- | ------ | ---------- |
| 1   | Tony Martin          | THR    | 28h:50'57" |
| 2   | Koos Moerenhout      | RAB    | + 31"      |
| 3   | Edvald Boasson Hagen | SKY    | + 1'46"    |

## Wyniki
| M-ce | Imię i nazwisko      | Kraj      | Drużyna | Czas       |
| ---- | -------------------- | --------- | ------- | ---------- |
| 1.   | Tony Martin          | Niemcy    | THR     | 28h:50'57" |
| 2    | Koos Moerenhout      | Holandia  | RAB     | + 31"      |
| 3    | Edvald Boasson Hagen | Norwegia  | SKY     | + 1'46"    |
| 4    | Richie Porte         | Australia | SAX     | + 1'57"    |
| 5    | Svein Tuft           | Kanada    | GRM     | + 2'04"    |
| 6    | Lars Boom            | Holandia  | RAB     | + 2'11"    |
| 7    | Maarten Tjallingii   | Holandia  | RAB     | + 2'17"    |
| 8    | Andreas Klöden       | Niemcy    | RSH     | + 2'18"    |
| 9    | Dominique Cornu      | Belgia    | SKS     | + 2'35"    |
| 10   | Jurgen Roelandts     | Belgia    | OLO     | + 2'37"    |